# Želetice (ort i Tjeckien, lat 49,01, long 17,01)
Želetice är en ort i Tjeckien.   Den ligger i regionen Södra Mähren, i den sydöstra delen av landet, 220 km sydost om huvudstaden Prag. Želetice ligger 194 meter över havet och antalet invånare är 503.
Terrängen runt Želetice är platt åt sydost, men åt nordväst är den kuperad. Runt Želetice är det ganska tätbefolkat, med 192 invånare per kvadratkilometer. Närmaste större samhälle är Kyjov, 8,3 km öster om Želetice. Trakten runt Želetice består till största delen av jordbruksmark.